# 텔랑가나주
텔랑가나주(텔루구어: తెల౦గాణ, 우르두어: تلنگانہ)는 인도 안드라프라데시 주 북서부에 있는 주다. 과거 하이데라바드 왕국의 지역으로, 1956년에 안드라 주와 합쳐저 안드라프라데시 주로 되었다. 2014년 6월 2일부터 공식적으로 인도의 29번째 주가 되었다.

## 같이 보기
- 하이데라바드국
- 하이데라바드주